# Космос (футбольный клуб, Серравалле)
«Космос» — сан-маринский футбольный клуб из Серравалле, в настоящее время выступает в чемпионате Сан-Марино. Клуб основан в 1979 году, как и большинство других сан-маринских клубов, не имеет собственного стадиона. Чемпион Сан-Марино 2001 года. Четырёхкратный обладатель Кубка Сан-Марино — 1980, 1981, 1995, 1999. Трёхкратный обладатель Суперкубка Сан-Марино — 1995, 1998, 1999. Клуб один раз принимал участие в еврокубках — в квалификации Кубка УЕФА сезона 2001/02.

## Участие клуба в еврокубках
- Q — квалификационный раунд

| Сезон   | Турнир     | Раунд                  | Страна       | Клуб         | Дома | На выезде | Общий счёт |
| ------- | ---------- | ---------------------- | ------------ | ------------ | ---- | --------- | ---------- |
| 2001-02 | Кубок УЕФА | Квалификационный раунд | Флаг Австрии | Рапид (Вена) | 0-1  | 0-2       | 0-3        |

## Достижения
- Чемпион Сан-Марино (1): 2001
- Обладатель Кубка Сан-Марино (4): 1980, 1981, 1995, 1999
- Обладатель Суперкубка Сан-Марино (3): 1995, 1998, 1999